# El pianista (novel·la)
El pianista és una novel·la de Manuel Vázquez Montalbán del 1985 editada per Editorial Seix i Barral, la primera de la trilogia que ell mateix va anomenar ètica de la resistència juntament amb Galíndez (1990) i Autobiografía del general Franco (1992), i que gira al voltant de la memòria i l'oblit, tant en l'àmbit individual com en el col·lectiu. El 1998 Mario Gas en va fer una versió cinematogràfica. El 2005 se'n va fer una versió teatral protagonitzada per Juan Diego en al que es planteja el conflicte de l'artista, el seu paper a la societat i el desafiament moral que provoca tot aquell que vol ser conseqüent amb les seves idees.

## Argument
La novel·la gira sobre dos personatges que han pres actituds contraposades durant la guerra civil espanyola: el pianista Albert Rosell, que va veure trucada la carrera pel seu compromís republicà, i Luis Doria, que es va posar de part dels guanyadors. Dividida en tres parts, les dues primeres passen al Raval i la tercera a París. Comença en la dècada del 1980 amb l'entrada de Doria al bar o malviu tocant el piano Rosell li porten els records del seu esplendor i caiguda. Continua en la immediata postguerra i acaba a París abans de la guerra.

## Comentaris
Ha estat la segona novel·la de Vázquez Montalbán traduïda al rus, i el 1989 ell mateix la va presentar a la Unió d'Escriptors de Moscou, posant a la venda uns 50.000 exemplars.

## Adaptació teatral
El 2005 se'n va fer un muntatge teatral dirigit per Xavier Albertí amb el texts seleccionats per Lluïsa Cunillé i Jordi Masó al piano, qui interpreta composicions de Ricard Lamote de Grignon, Josep Maria Ruera, Frederic Mompou, Manuel Blancafort i Robert Gerhard, i protagonitzada per Juan Diego donant veu tant a Rosell com a Doria. Fou produïda per Barcelona Ad Libitum, vinculada a l'Agencia Literària Carme Balcells. Fou estrenada el 22 de juliol de 2005 al Mercat de les Flors dins del Festival Grec, el 5 d'agost fou representada al Festival de Peralada, els dies 3, 4 i 5 de novembre es va representar al Festival de Otoño de Madrid, i el 4 de desembre al Teatre Auditori de Granollers.
L'any 1989 per iniciativa del Centre Dramàtic de la Generalitat de Catalunya, situat al Teatre Romea de Barcelona, i dirigit per Domènec Reixach i Felipe, es va posar en marxa la producció d'una adaptació al teatre de la novela 'El pianista' de Manuel Vázquez Montalbán (Seix Barral, Barcelona 1985). L'adaptació teatral va tenir per títol 'El viatge, o els cadavers exquisits' i va ser a càrrec del propi Vázquez Montalbán. Originalment escrita en castellà, la traducció i dramatúrgia al català va ser a càrrec de  Josep Maria Benet i Jornet. La direcció escènica d'Ariel García Valdés, ajudant de direcció Antoni Tarrida i Llopart, escenografia de Jean-Pierre Vergier,  il·luminació d'André Diot, vestuari de Brigitte Tribouilloy, banda sonora de Jacques Berne. Els intèrprets foren: Rafael Anglada, Conxita Bardem, Montse Bayó, Jordi Bosch, Pep Comas, Pep Cortés, Montse Esteve, Lluís Homar, Ramón Madaula, Rosa Novell, Josep Peñalvert, Juanjo Prats, Antoni Sevilla. La producció va ser del Centre Dramàtic de la Generalitat de Catalunya en col·laboració amb el 1er Festival de Tardor/Olimpiada Cultural i Centre Dramatique National des Alpes / Le Cargo.
La producció en francès va estar en cartell des del 18 d'abril fins al 29 d'abril de 1989 a la Maison de la Culture de Grenoble (Le Cargo). La versió en francés s'anomena, “Le Voyage ou Les Cadavres Exquis”, traduïda per Georges Tyras, i amb co direcció escènica d'Ariel García Valdés i Chantal Morel.
La producció catalana va estar en cartell del 15 de novembre de 1989 al 7 de gener de 1990 al Teatre Romea de Barcelona, i va fer un bolo al Teatre Rialto de València el 12 de Gener de 1990. Amb direcció escènica d'Ariel García Valdés.
La producció va ser compartida entre el Centre Dramàtic de la Generalitat (CDGC) i el Centre Dramatique National des Alpes (CDA).